# 瑞秋·法塔尔
瑞秋·法塔尔（英語：Rachel Fattal，/fəˈtɑːl/ fə-TAHL，1993年12月10日—），美国水球运动员。
瑞秋高中就读于洛斯阿拉米托斯高中，2012年毕业后升读加州大学洛杉矶分校历史专业，期间效力于学校的水球队，2017年毕业。
瑞秋率领美国国家女子水球队夺得2015年世界游泳錦標賽金牌、2016年夏季奧林匹克運動會金牌、2020年夏季奧林匹克運動會金牌。